# Locomotiva 0-4-4

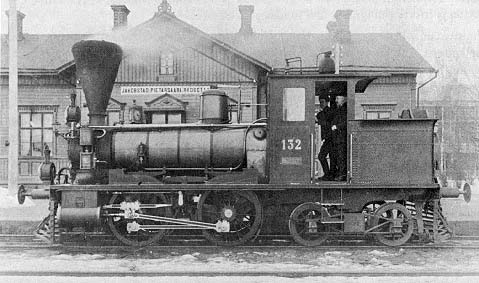
Esta locomotiva Forney feita pela empresa Swiss Locomotive and Machine Works (SLM), Winterthur, Suíça em 1886, ela foi usada na ferrovia Finnish State Railways de 1886 até 1932.

Um arranjo 0-4-4 na Classificação Whyte para locomotivas a vapor, é configurada da seguinte forma: nenhuma roda líder, seguida por quatro rodas motrizes ligadas em dois eixos e por último mais quatro rodas sem tração. Este padrão foi muito utilizado em locomotivas do tipo "tanque".
Nas cidades estadunidenses, o tipo conhecido como Forney locomotive; (locomotiva Forney), e foi usada em curvas acentuadas de ferrovias elevadas e em outras linhas metropolitanas. No Reino Unido as 0-4-4 foram usadas principalmente para subúrbios ou passageiros de áreas rurais.
Outras equivalências desta classificação são:
Classificação UIC': B2 (também conhecida na Classificação Alemã e na Classificação Italiana)

Classificação Francesa: 022

Classificação Turca: 24

Classificação Suíça: 2/4